# Front d'union nationale (Irak)
Le Front d'union nationale (arabe : جبهة الاتحاد الوطني, romanisé Jabhat al-Ittihad al-Watani) était une alliance politique nationaliste irakienne formée en 1954 et rétablie en 1956 en tant que coalition du Parti Baas irakien, le Parti communiste irakien, le Parti de l'indépendance de l'Irak, le Parti national démocratique et plus tard le Parti démocratique du Kurdistan,. L'alliance a soutenu divers mouvements nationalistes et de libération arabes à travers le monde, soutenant les gouvernements en Égypte et Syrie et soutien au mouvement de libération algérien. Le parti s'est scindé et dissous au lendemain de la révolution de 1958 dirigée par Abdel Karim Kassem après la division entre les nationalistes arabes et les communistes irakiens.